# 199741 Weidner
199741 Weidner è un asteroide della fascia principale. Scoperto nel 2006, presenta un'orbita caratterizzata da un semiasse maggiore pari a 3,1681612 au e da un'eccentricità di 0,0688292, inclinata di 2,14989° rispetto all'eclittica.